# 新潟プロレス
新潟プロレス（にいがたプロレス、英: Niigata Pro-Wrestling）は、新潟県を中心に活動しているプロレス団体。コンセプトは「新潟に夢と元気をつみあげよう！」。

## 概要
2011年、新潟県村上市でキックボクシングジムを経営する山田勉が会長に就任し、同県出身のシマ重野を第1号レスラーとして旗揚げ。事務局兼道場は新発田市のコモプラザ内に設置。
2012年4月、山田が村上市議会議員選挙で当選し、公務を優先するため勇退。以降は重野が団体運営を引き継いだ。

## 歴史
2011年
- 10月1日、新潟プロレス道場で旗揚げ戦「道場開き記念興行」を開催。

2013年
- 3月11日、日本列島プロレス連盟の発足に参加[4]。

2015年
- 9月1日、任意団体から法人化し、株式会社新潟プロレスを設立。

2018年
- 8月13日、イオンモール佐久平で開催されたプロレスフェスに参加。

2019年
- 6月23日、グレート小鹿が新潟プロレスの顧問に就任[5]。

2023年
- 9月26日、村上市と包括連携協定を締結[6][7]。

## タイトルホルダー
| タイトル                       | 保持者                  | 歴代  |
| ------------------------------ | ----------------------- | ----- |
| 新潟ヘビー級王座               | 鈴木敬喜                | 第3代 |
| 新潟タッグ王座                 | GAINA ビッグ・THE・良寛 | 第3代 |
| 菊水杯新潟ジュニアヘビー級王座 | 岩本煌史                | 第2代 |

## 所属選手
- 鈴木敬喜
- ビッグ・THE・良寛
- 前田誠
- コシ☆ヒカ〜ル
- 齊藤陽輝
- 渡辺大登
- サケ・マスカラス

## スタッフ
レフェリー
- アオーレ長井
- マーティー山野

リングアナウンサー
- 森下英矢（NAMARA）

スーパーバイザー
- グレート小鹿（大日本プロレス）

## 役員
会長
- 乙川敏彦

理事（新発田地区コミッショナー）
- 髙澤大介

理事（三条地区コミッショナー）
- 関川博

理事（新潟南西地区コミッショナー）
- 丸山学

アドバイザー
- 野呂一郎

顧問
- 篠田昇
- 徳本好彦

エンターテイメント事業部長
- 堀敏彦

## 歴代タイトル
- 新潟無差別級王座
- 若獅子菊水杯王座

## 歴代トーナメント戦
- ヤング日本海トーナメント

## 歴代所属選手
- 服部健太
- ときのひな
- スーパー・ササダンゴ・マシン
- HAKUCHO（現：IHホワイトバード）
- コシ☆ヒカ〜ル・ゾフィー
- 水落麻衣
- シマ重野

## 歴代スタッフ
- 高橋冬樹（コーチ）

## 歴代役員
- 山田勉（初代会長）
- 小林泰（第2代会長）
- 関博之（アドバイザー）
- 野呂一郎（アドバイザー）
- 藤崎忠博（顧問）
- 土田隆（顧問）